# Коронация Эдуарда VII
«Коронация Эдуарда VII» (англ. The Coronation of Edward VII) — немой короткометражный фильм Жоржа Мельеса совместно с Чарльзом Урбаном. Премьера состоялась в сентябре 1902 года.

## Сюжет
Эдуард VII становится королём Великобритании. Съёмки проводились в Лондоне.

## Интересные факты
- Мельес имел контракт со студией Варвик, а Урбан был его коллегой.